# هارنکارسپل
هارنکارسپل (به هلندی: Harenkarspel) یک منطقهٔ مسکونی در هلند است که در اسخاخن واقع شده‌است. هارنکارسپل ۵۴٫۸۳ کیلومتر مربع مساحت و ۱۵٬۹۲۲ نفر جمعیت دارد.